# محمد البشبيشي
محمد البشبيشي لاعب كرة قدم مصري يلعب حاليًا لنادي الذهب السعودي في مركز حراسة المرمى.

انتقل إلى نادي بتروجيت في أغسطس 2010 ، ثم انتقل إلى الشرقية في 30 أغسطس 2015 ، وقد انضم أيضًا إلى المنتخب الأولمبي.